# 진눈깨비 소년
《진눈깨비 소년》은 쥬드 프라이데이 작가가 네이버에서 연재하고 있는 웹툰이다. 작가의 두 번째 장편 웹툰으로(첫 번째 작품은 <길에서 만나다>이다) 2016년 6월 20일 현재 109화까지 진행되었다. 수채화풍의 그림체에 시적인 표현이 어우러져있는 것이 특징이다. 작가는 이 작품을 그릴 때 태블릿을 이용하지 않고 종이에 직접 그린다고 한다. 독자가 많은 편은 아니지만 단단한 매니아층을 형성하고 있다. 단행본은 예담 출판사에서 출판했으며 현재 3권까지 나와있다.

## 스토리
이 웹툰의 구성은 시간의 순서대로 진행되지 않고 과거와 현재를 넘나든다. 또한 주요 등장인물들의 이야기가 아닌, 아주 소소한 주변인들의 이야기를 몇 회에 걸쳐 그려내기도 한다.
중심 줄거리는 다음과 같다.
첫 시작은 여주인공 해나가 남자친구의 아파트로 이사오면서부터이다. 짐을 정리하던 중 한 점의 미술 작품을 발견하고 해나는 고등학교 시절 추억에 잠긴다. 해나가 가지고 있던 작품은 2년 후배였던 우진의 것이었다. 우진이 입학하고 해나, 수연 둘 밖에 없었던 미술부에 들어오면서 두 사람은 가까워졌다. 학원도 같은 학원을 다니기 시작했다. 그리고 서로 좋아하는 마음을 간직한 채 학교생활을 하던 중 해나는 입시에 몰두하기 위해 우진과 거리를 두었고 우진은 말도 없이 사라졌다.
원하던 대학에 입학하고, 졸업해서 직장생활을 하던 해나는 어느 날 엘리베이터에서 우연히 우진과 마주친다. 하지만 우진은 해나를 알아보지 못 하고, 해나는 우진에게 다가가 아는 척 할 용기를 내지 못한다. 아트 디렉터로 회사에 들어온 우진은 완전히 다른 사람이 되어있었다. 까칠하고, 직설적이며 남의 눈치를 전혀 보지 않는 캐릭터였다. 그러다가 우진과 해나는 같은 프로젝트를 맡게 되었고 우여곡절 끝에 성공적으로 진행하게 된다.
해나와 우진은 회사의 워크샵에서 해나가 산 속에 조난당해 위기를 겪었을 때 우진이 위험을 무릅쓰고 찾아가 구해준 것을 계기로 더욱 가까워지게 된다. 서로 기억하지 못하고 있을 거라 생각한 탓에 아는 척을 하지 못했던 둘은 각자의 사정을 이해하게 되고 다시 만나게 된다.

## 등장인물

### 정우진
남주인공. 자기 주관이 뚜렷하고 고집이 센 편이다. 파리에서 생활을 하다 고등학교 때 해나의 학교로 진학하게 된다. 해나와 함께 미술부 활동을 하다가 어머니의 요청으로 다시 파리로 돌아가게 된다. 파리에서 대학을 졸업한 후 다시 한국으로 돌아와 해나가 일하고 있는 회사에 프로젝트 매니저로 들어오게 된다. 오랜 시간 동안 사이가 벌어져 있던 부모님은 이혼을 했고 그로 인해 받은 상처가 깊다. 자신의 감정을 누구에게 잘 표현하는 성격이 아니라 늘 조용하다. 하지만 일을 할 때에는 칼같다. 지나치게 꼼꼼한 성격인 탓에 같이 일 하는 사람들이 괴로워 할 정도다. 일종의 완벽주의자다.

### 송해나
여주인공. 아버지가 고등학교 재학 중 돌아가셨고 어머니는 재혼하셨다. 고등학교 시절 미술을 전공했고 원하던 대학의 미대에 입학하였다. 하지만 사회에 나가서는 부전공인 경영 쪽 일을 하고 있다. 인생에 대한 고민이 많은 캐릭터이다. 대학시절부터 사귄 남자친구와는 거의 가족같이 편한 사이이다. 서로 바빠 자주 볼 시간도 없어 남자친구가 사는 아파트로 이사를 갔지만 남자친구는 여전히 바쁘다는 핑계로 자주 만나주지 않는다. 학창시절 좋아했던 우진을 우연히라도 볼 기회가 있을까 항상 머리속에 그려보던 와중에 우진이 같은 회사에 입사하게 되었고 자신을 알아보지 못한다는 생각에 차마 아는 척을 하지 못한다. 예전에도 그렇고 현재도 그렇고 우진을 통해 배우는 것이 많은 캐릭터이다.

### 황수연
해나의 친구. 굉장히 밝고 명랑한 성격의 소유자다. 매력적인 성격과 외모 때문에 인기도 많은 편이다. 고등학교 시절엔 해나와 같이 속해 있는 미술부에 좋아하는 선배와 남고 싶단 이유로 아래 학년을 한 명도 받지 않아 고3이 되었을 때 미술부에 해나와 수연 둘만 남게 되는 상황이 벌어지기도 하였다. 학원 선생님인 철민(찰스)을 고등학교 시절부터 좋아했다. 고등학교 졸업 후 꽤 오랜 기간동안 사귀었으나 철민이 해외에 오랜 시간 동안 있게 되면서 헤어지게 되었다. 원래 미스코리아가 꿈이었으나 현재는 잘나가는 소설가이다. 해나에겐 둘도 없는 친구이자 가장 믿음직스러운 조언가이다.

### 양철민(찰스)
해나, 수연의 고등학교 시절 미술학원 선생님이었다. 집안 좋고, 능력 있는 말 그대로 엄친아다. 우진과 해나가 다니는 회사의 팀장이다. 일을 워낙 잘해 고속승진 절차를 밟았는데 사실 회사의 집안사람이기도 하다. 하지만 전혀 내색하지 않아 모르는 사람들이 많다. 자립심이 굉장히 강하고 부드러운 카리스마로 주변 사람들을 이끄는 능력이 있다. 일을 하지 않을 때는 자신의 유리 공방에서 작업을 하는 취미를 가지고 있다.

### 오강재
철민의 친구라기보다는 라이벌에 가까운 존재. 고등학교 시절부터 수연을 짝사랑해왔다. 수연이 좋아하는, 또 자신보다 공부를 잘하는 철민에게 강력한 라이벌의식을 가지고 있는 캐릭터다. 자신은 죽도록 노력해서 얻는 것을 철민은 너무나도 쉽게 얻는 것 같아 억울함을 가지고 고등학교 시절을 지냈다. 권위주의적인 아버지 밑에서 아버지가 원하는 삶을 살다가 철민과 수연을 만나서 자신을 돌아보게 되었고 미국으로 유학을 떠났다. 한국으로 돌아와서는 방송국의 PD로 재직중이다. 십여 년간 수연을 향한 짝사랑은 계속되었지만 쉽게 이루어지지 않는다.